# Darevskia defilippii
Lacerta defilippii är en ödleart som beskrevs av  Lorenzo Camerano 1877. Lacerta defilippii ingår i släktet Lacerta och familjen lacertider. Inga underarter finns listade i Catalogue of Life. Artepitet i det vetenskapliga namnet hedrar zoologen Filippo de Filippi.
Denna ödla förekommer i norra Iran vid Kaspiska havet. Den lever i låglandet och i bergstrakter upp till 3350 meter över havet. Exemplaren vistas i klippiga landskap med bergsängar, buskskogar eller öppna skogar som är typiska för Hyrkanien. Honor lägger ägg.
För beståndet är inga hot kända och hela populationen bedöms som stor. IUCN kategoriserar arten globalt som livskraftig.